# Museo Nacional de las Islas Feroe

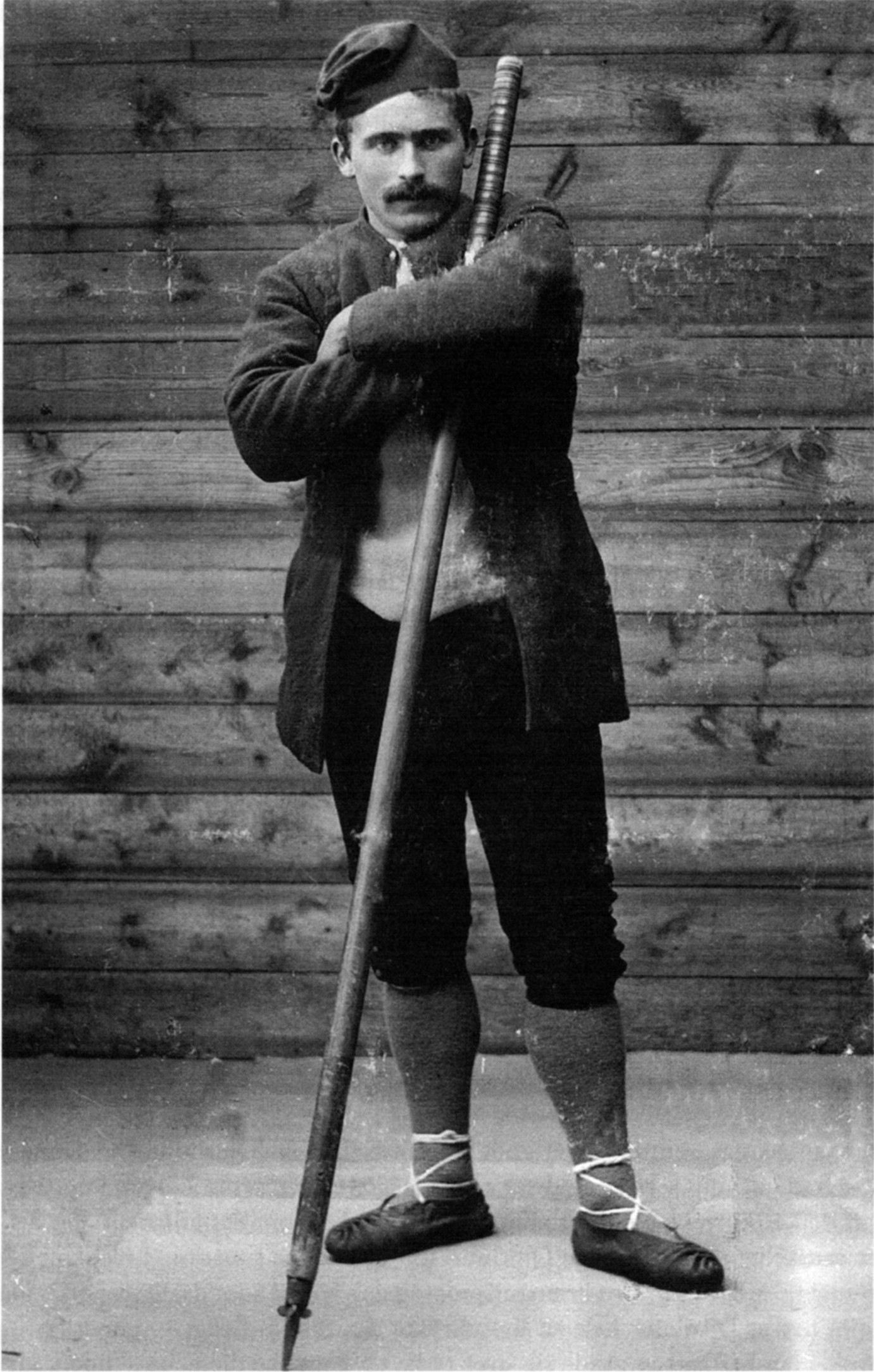
Joannes Patursson, fundador de la colección del actual museo.

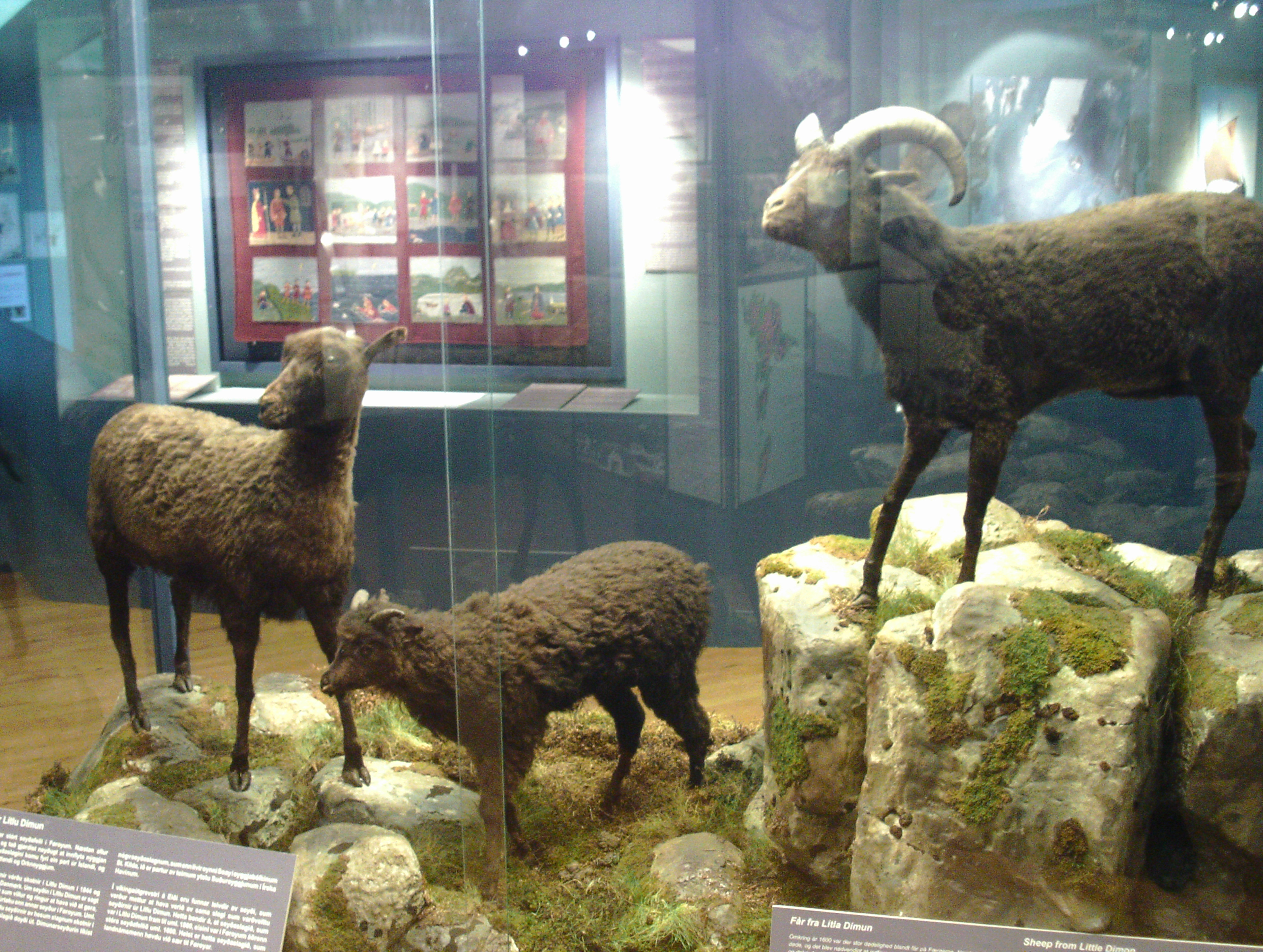
Ovejas disecadas de una raza extinta de Lítla Dímun.

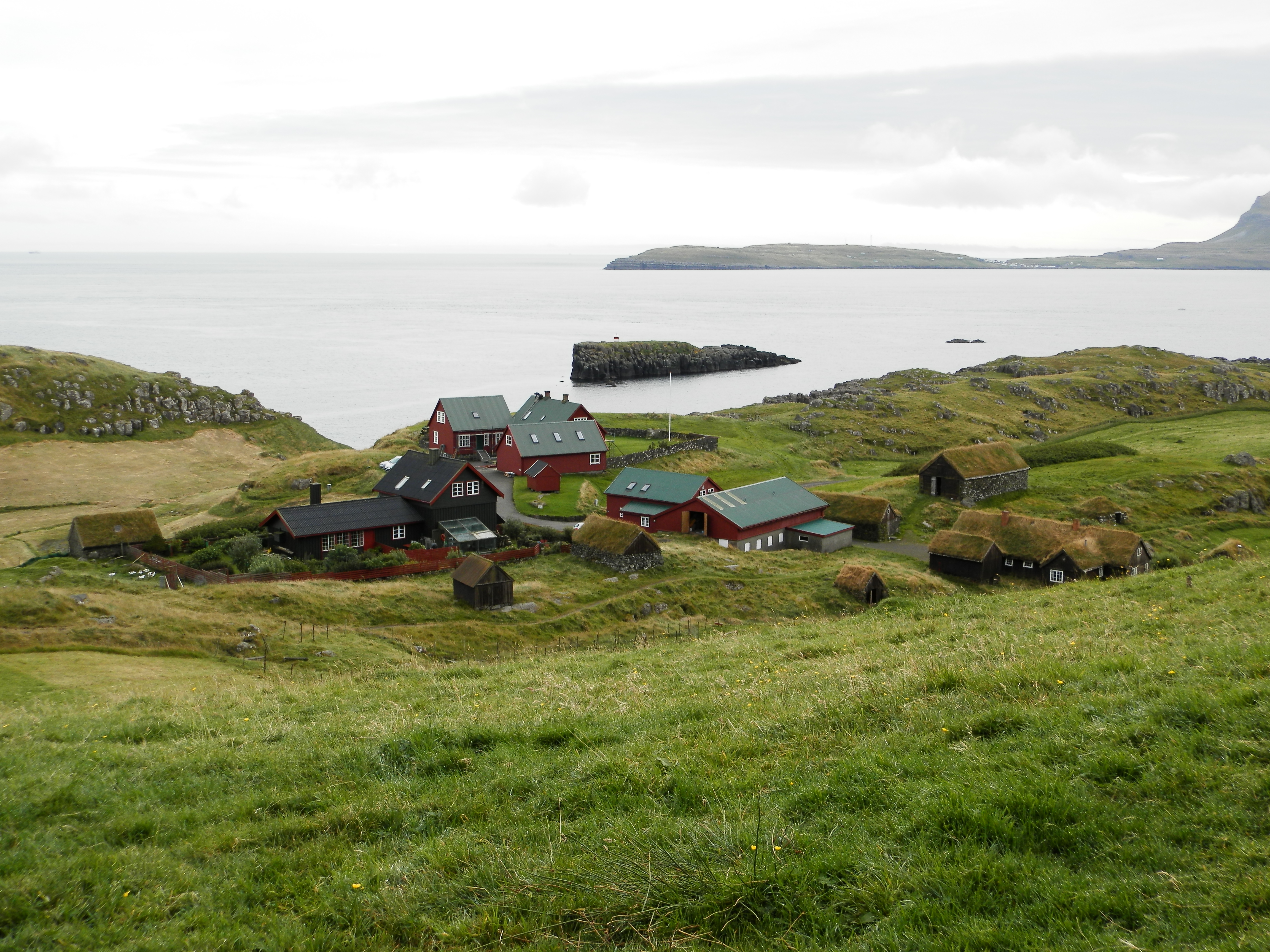
Casco antiguo de Hoyvík con el museo al aire libre.

El Museo Nacional de las Islas Feroe (en feroés: Føroya Fornminnissavn) fue fundado en 1898 y sirve como museo histórico, cultural, geológico y biológico de las Islas Feroe. Hay objetos que cuentan la historia de las islas, la cultura en diversos periodos, como la era vikinga y de la Edad Media, así como elementos de la vida agrícola y marítima.
El museo consta de dos sedes: un edificio principal en las afueras del norte de Tórshavn, que fue construido en 1995, y un museo al aire libre en Hoyvíksgarður, que consiste en una antigua granja en Hoyvík.

## Historia
La iniciativa de establecer un museo para las Islas Feroe provino del político nacionalista Jóannes Patursson en 1890. Con motivo de la Ólavsøka en 1898, se fundó la Føroya Forngripagoymsla ('colección histórica feroesa'). Un comité de 18 administradores fue designado en la primera reunión; El primer curador fue Andras Sálmasson.
Aparte del lado ideológico, la fundación del museo tenía un sentido práctico: a fines del siglo XIX, más y más artefactos de las Islas Feroe fueron enviados al extranjero, por lo que un museo nacional podría ayudar a contrarrestar este flujo de objetos valiosos. El maestro Rasmus Rasmussen y el sacerdote AC Evensen viajaron por las Islas Feroe en busca de objetos históricos valiosos, y en 1916 se estableció la Føroya Forngripafelag ('Asociación Histórica de las Islas Feroe'), que se hizo cargo de la gestión de la colección de antigüedades.
La colección fue reformada en 1928. Andreas Jacobsen y la pareja Hans Andrias y Petra Djurhuus, entre otros, organizaron las primeras exposiciones de la colección histórica feroesa con horarios fijos. Desde 1931 hasta 1996, el museo estuvo ubicado en un ático en el distrito Debesartrøð de Tórshavn. Uno de los principales proveedores de artefactos de los siglos XVIII y XIX fue el político Andreas Weihe. A partir de 1941, además de preservar los artefactos antiguos, la institución comenzó a realizar excavaciones bajo la supervisión de Sverri Dahl, quien se convertiría en el primer conservador nacional de antigüedades feroesas. La primera excavación fue la de una granja vikinga en Kvívík.

## Hoyvíksgarður
La sede al aire libre Hoyvíksgarður se encuentra al sureste del moderno edificio del museo, en el valle de Kúrdalur. Según registros, la granja fue fundada en 1722, el terreno era una granja libre, lo que significa que su dueño tenía un documento oficial (un fæstebrev) que le daba derecho a usar la tierra. En 1810, la tierra fue dividida, con la mitad arrendada al gobernador, cuya casa estaba al este de la granja actual. En ese año, diez personas se alojaron en la granja y seis en la casa del inquilino. El granjero tenía 308 ovejas, 7 vacas y 2 botes; El inquilino poseía 180 ovejas, 7 vacas y un bote. Al este de la casa del inquilino había un molino de agua y una pequeña plaza, a lo largo de la cual el ganado pastaba en el valle. La casa del inquilino fue demolida en 1920 para dar paso a un campo en el que se realizaron pruebas con nuevas técnicas agrícolas. La granja principal se restauró y está amueblada como lo estaba en 1920.
Los visitantes deben ponerse cubiertas protectoras sobre sus zapatos al entrar a la casa. El Museo Nacional Feroés está abierto toda la semana del 15 de mayo al 15 de septiembre, el resto del año solo los jueves y domingos. El museo al aire libre Hoyvíksgarður está cerrado fuera de este semestre.

## Galería

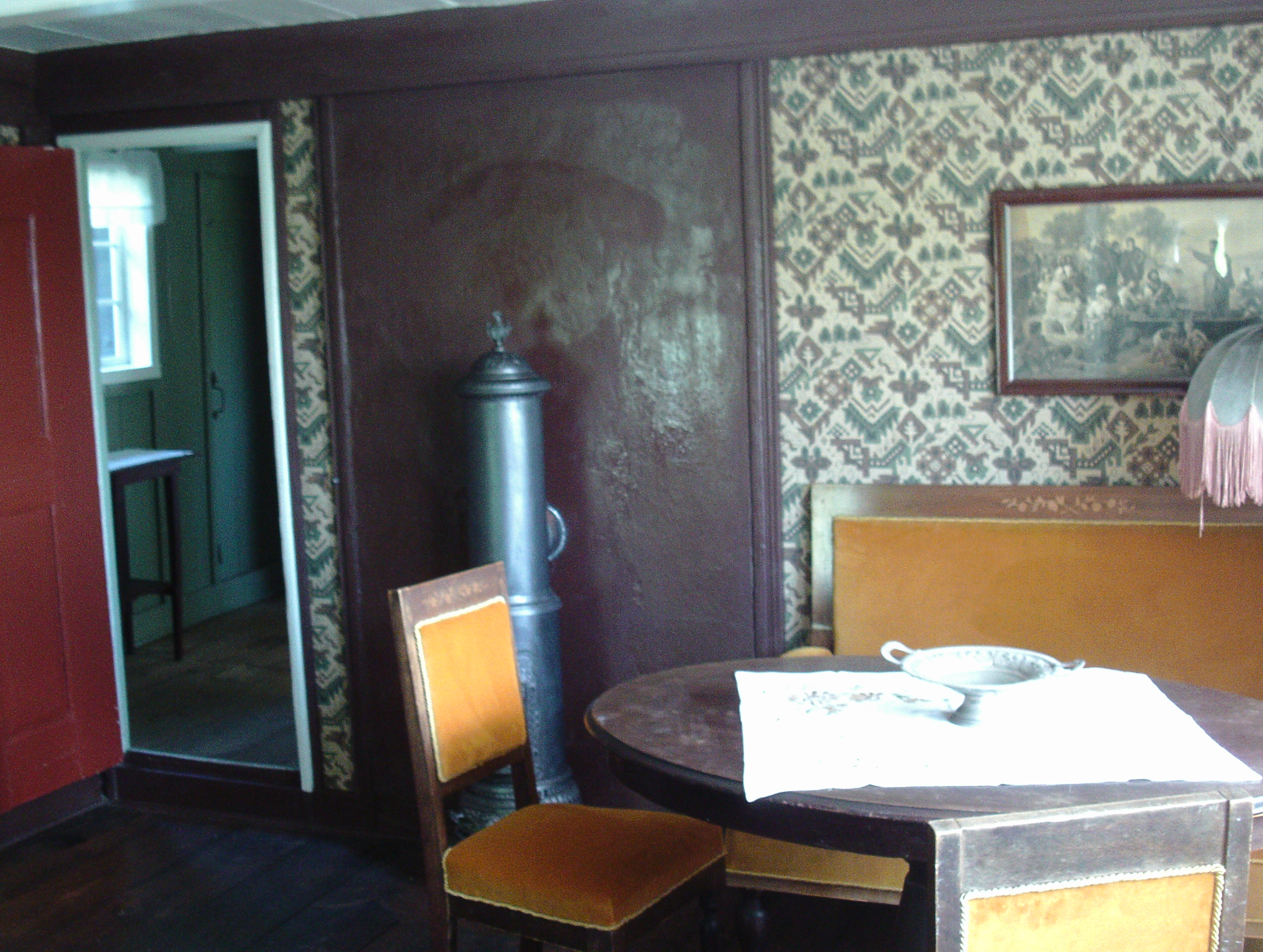
Habitación tradicional en la granja de Hoyvíksgarður.
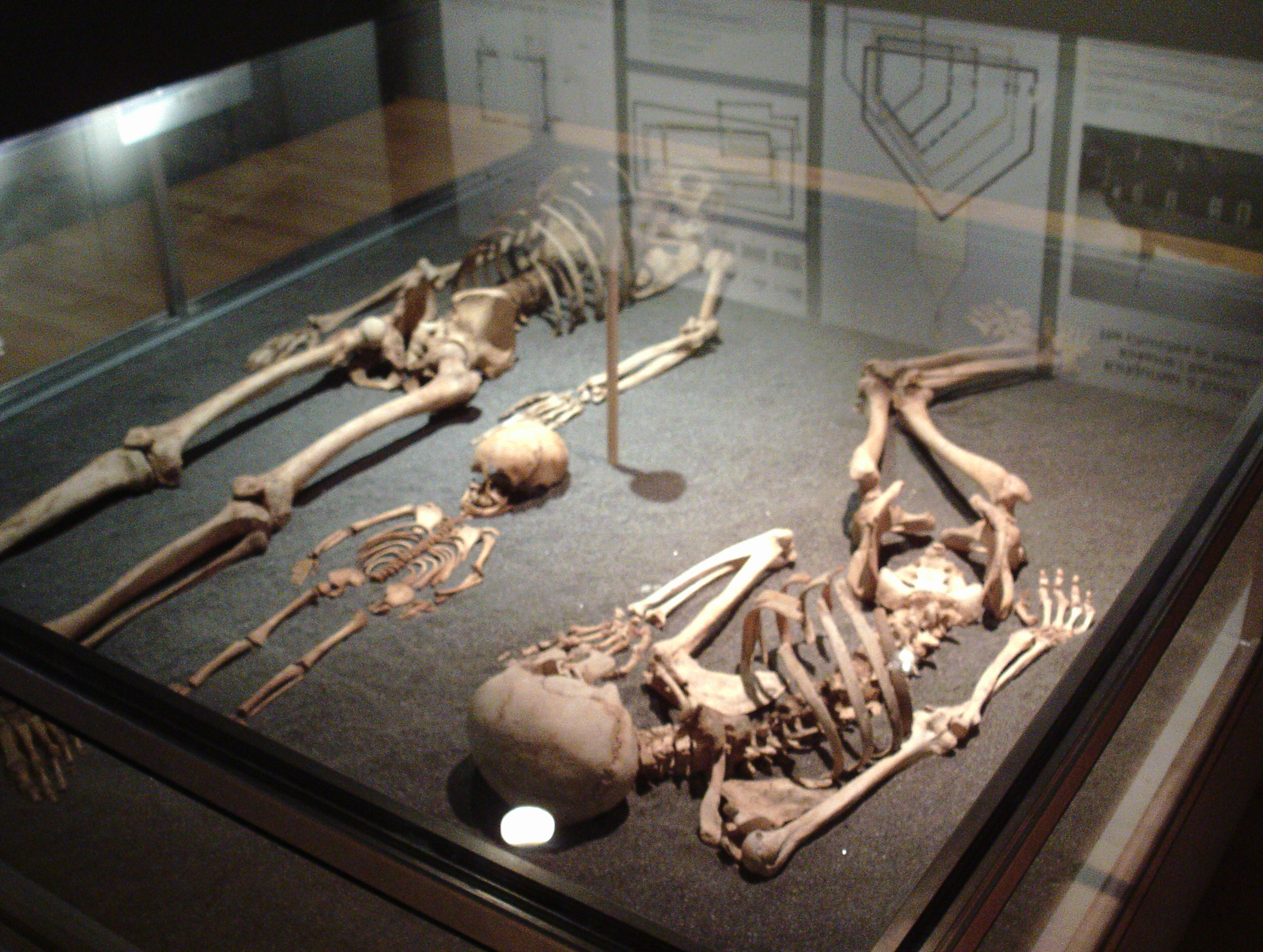
Restos Arqueológicos.
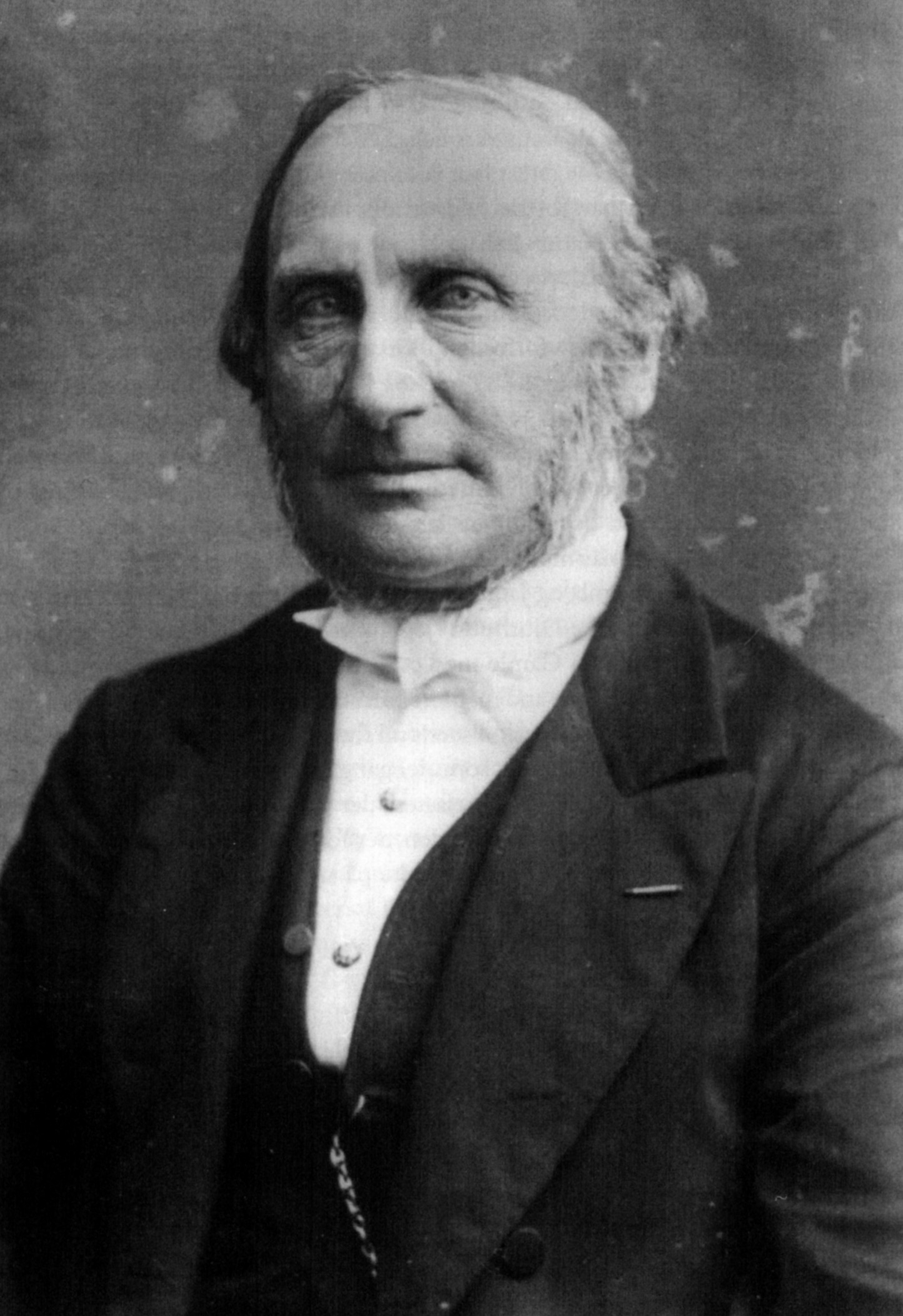
V.U. Hammershaimb, escritor y lingüista feroés.
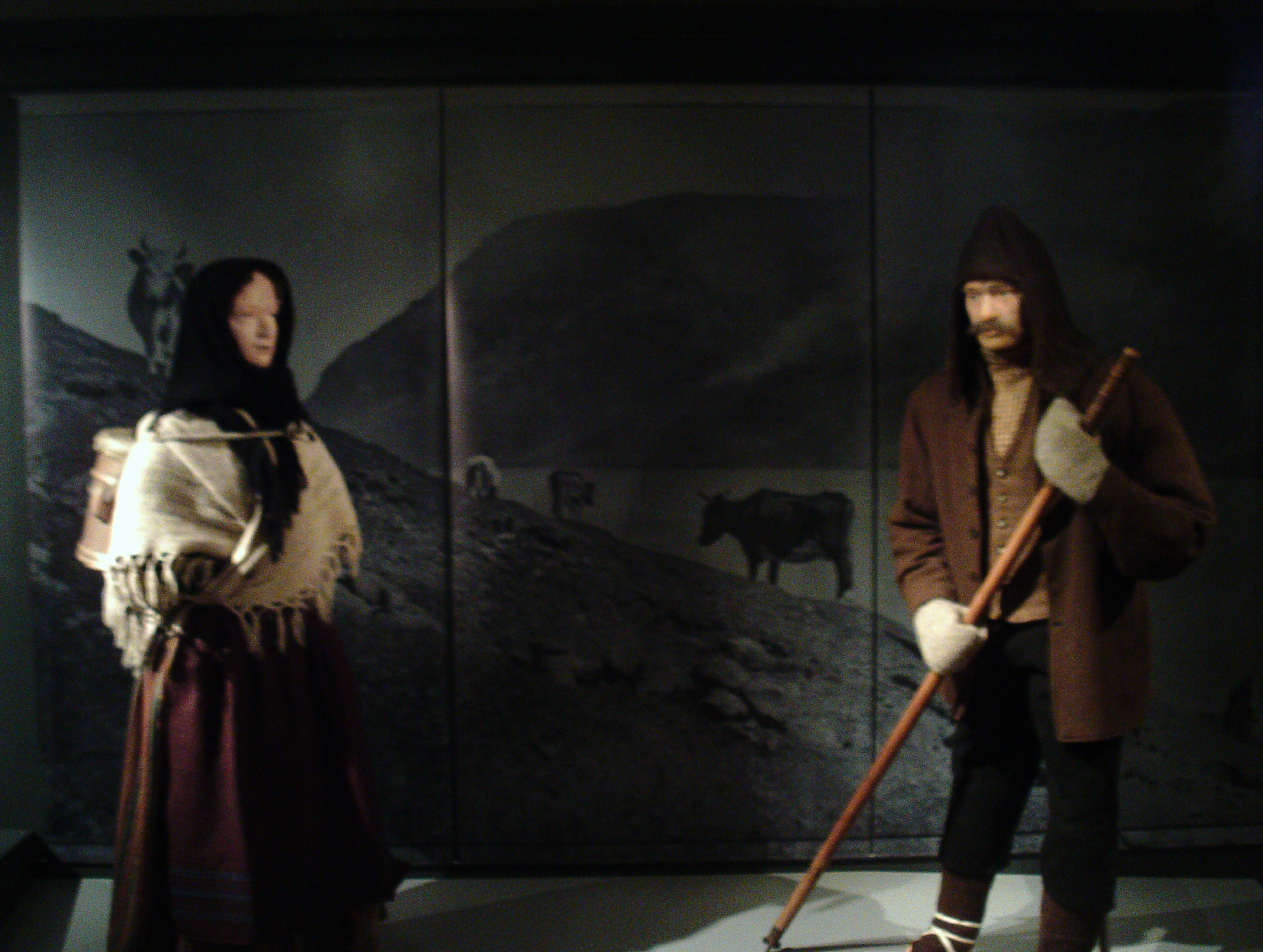
Vestimenta tradicional feroesa.
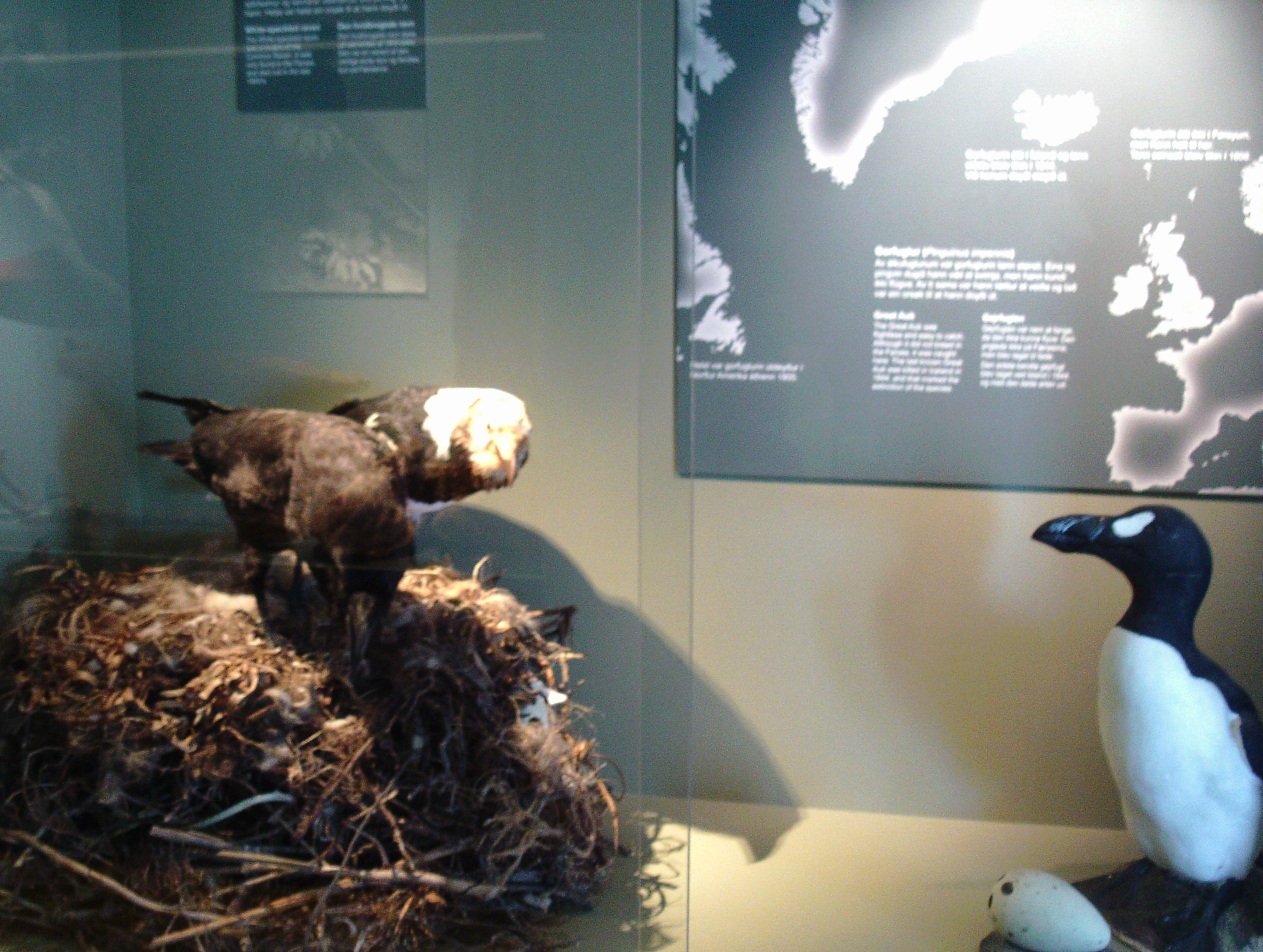
Cuervo moteado y alca gigante disecados.
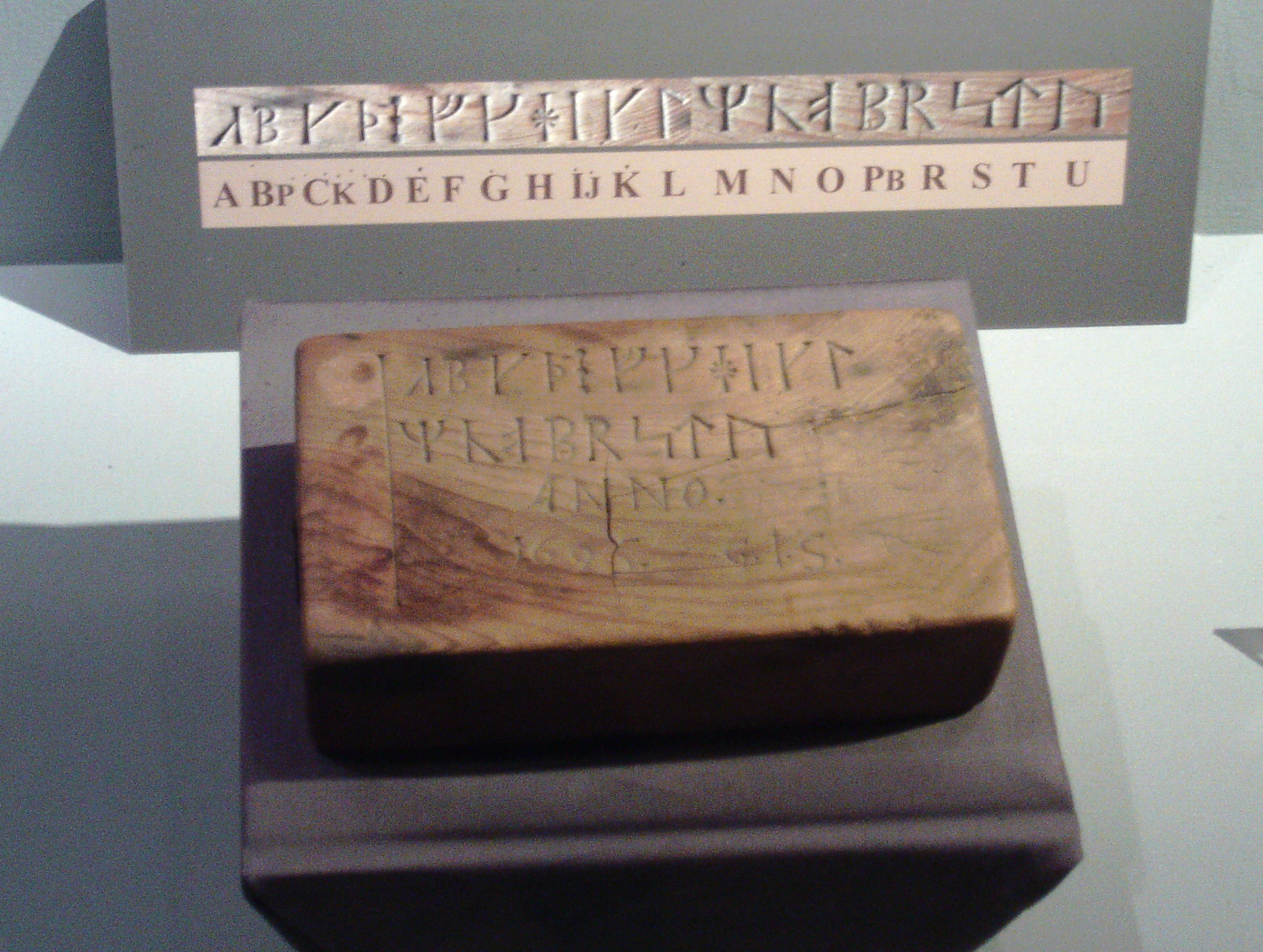
Bloque de madera con runas feroesas.
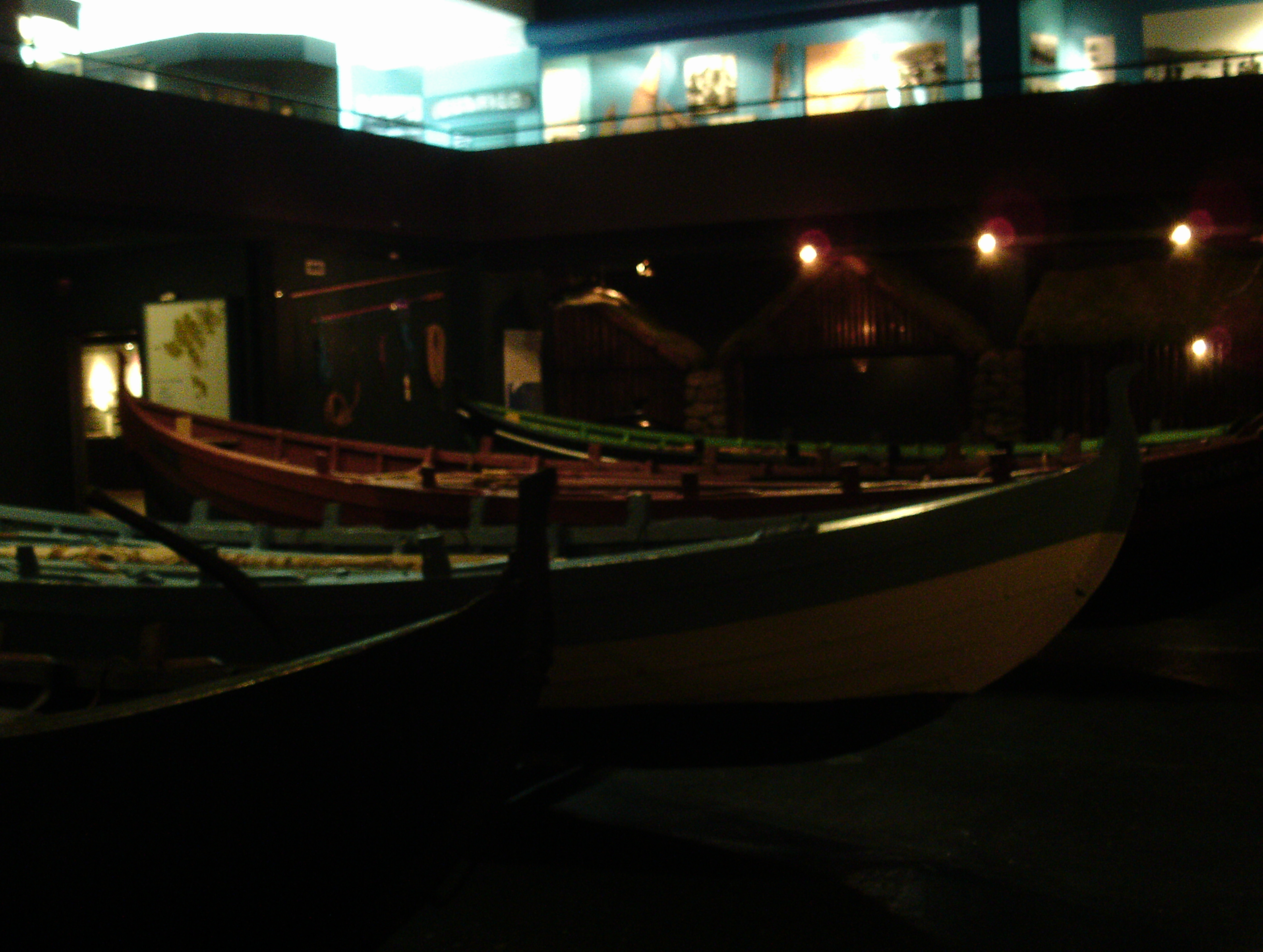
Colección de botes.
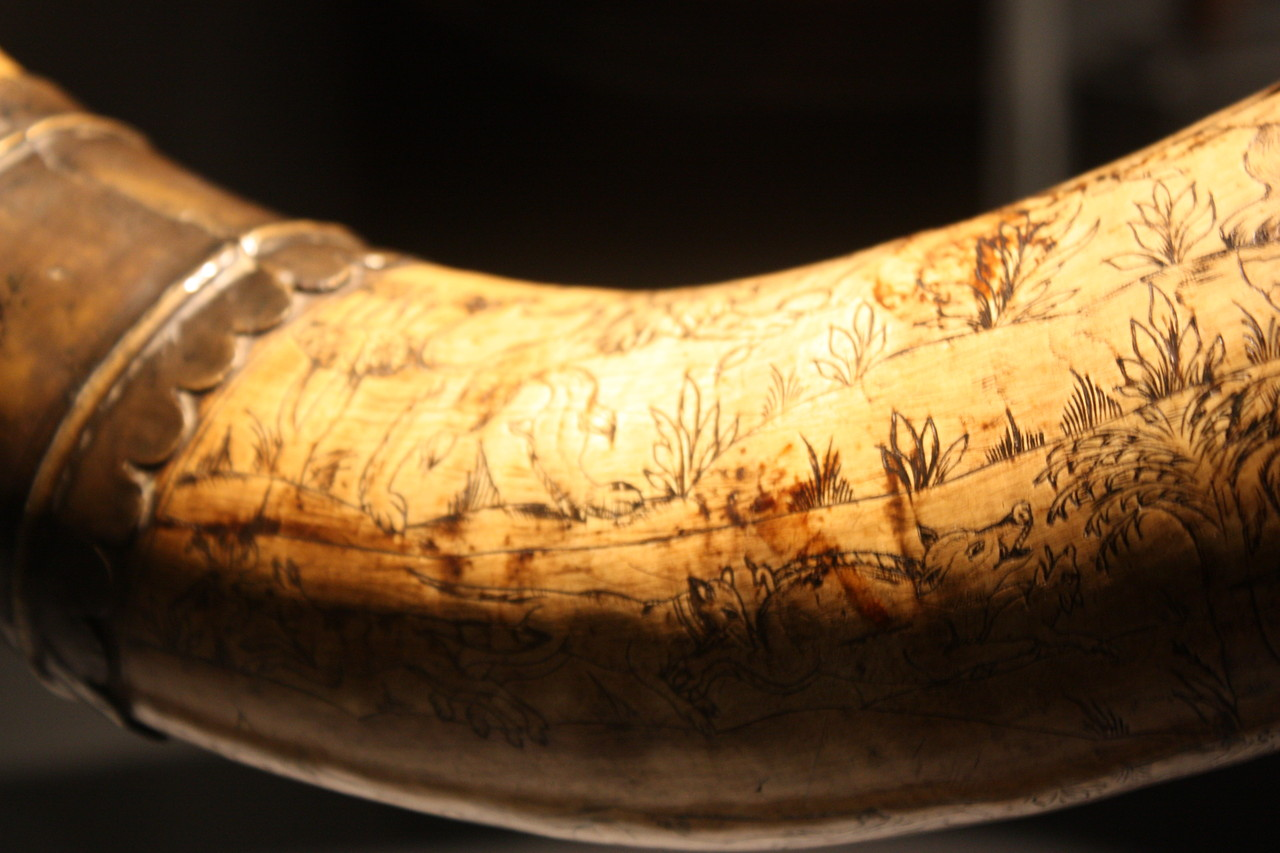
Cuerno tallado.